# Philippe Sarde
Philippe Sarde (Neuilly-sur-Seine, 21 giugno 1948) è un compositore francese di colonne sonore cinematografiche.

## Biografia
È stato collaboratore abituale di registi quali Claude Sautet (grazie al quale ha esordito, nel 1970, con L'amante, e per il quale ha curato la colonna sonora di ogni suo successivo film), Bertrand Tavernier, André Téchiné, Marco Ferreri e Jacques Doillon.
È stato candidato all'Oscar alla migliore colonna sonora per Tess (1979) ed ha vinto il Premio César per la migliore musica da film nel 1977 per Barocco e Il giudice e l'assassino.
È fratello del produttore cinematografico Alain Sarde.

## Riconoscimenti
- Oscar alla migliore colonna sonora
  - 1981: candidato - Tess
- Premio César per la migliore musica da film
  - 1977: vincitore - Barocco e Il giudice e l'assassino
  - 1978: candidato - L'uomo del fiume (Le Crabe tambour)
  - 1979: candidato - Una donna semplice
  - 1980: candidato - Tess
  - 1982: candidato - La guerra del fuoco (La Guerre du feu)
  - 1988: candidato - Les Innocents
  - 1995: candidato - Eloise, la figlia di D'Artagnan (La Fille de D'Artagnan)
  - 1996: candidato - Nelly e Mr. Arnaud (Nelly et Monsieur Arnaud)
  - 1998: candidato - Il cavaliere di Lagardère (Le Bossu)
  - 2011: candidato - La princesse de Montpensier

## Filmografia
- L'amante (Les Choses de la vie), regia di Claude Sautet (1970)
- Sortie de secours, regia di Roger Kahane (1970)
- La liberté en croupe, regia di Édouard Molinaro (1970)
- Il commissario Pelissier (Max et les Ferrailleurs), regia di Claude Sautet (1971)
- Le chat - L'implacabile uomo di Saint Germain (Le chat), regia di Pierre Granier-Deferre (1971)
- L'evaso (La Veuve Couderc), regia di Pierre Granier-Deferre (1971)
- La cagna, regia di Marco Ferreri (1972)
- Un corpo da possedere (Hellé), regia di Roger Vadim (1972)
- Diritto d'amare (Le droit d'aimer), regia di Eric Le Hung (1972)
- È simpatico, ma gli romperei il muso (César et Rosalie), regia di Claude Sautet (1972)
- La grande abbuffata (La Grande Bouffe), regia di Marco Ferreri (1973)
- Un battito d'ali dopo la strage (Le fils), regia di Pierre Granier-Deferre (1973)
- Il pappone infuriato (Les corps célestes), regia di Gilles Carle (1973)
- Hai mai provato... in una valigia? (La valise), regia di Georges Lautner (1973)
- Due contro la città (Deux hommes dans la ville), regia di José Giovanni (1973)
- Noi due senza domani (Le train), regia di Pierre Granier-Deferre (1973)
- Charlie et ses deux nénettes, regia di Joël Séria (1973)
- L'orologiaio di Saint-Paul (L'horloger de Saint-Paul), regia di Bertrand Tavernier (1974)
- Non toccare la donna bianca, regia di Marco Ferreri (1974)
- La dolcissima Dorothea (Dorothea's Rache), regia di Peter Fleischmann (1974)
- L'arrivista (La race des seigneurs), regia di Pierre Granier-Deferre (1974)
- Esecutore oltre la legge (Les seins de glace), regia di Georges Lautner (1974)
- Lancillotto e Ginevra (Lancelot du Lac), regia di Robert Bresson (1974)
- Tre amici, le mogli e (affettuosamente) le altre (Vincent, François, Paul... et les autres), regia di Claude Sautet (1974)
- Un divorce heureux, regia di Henning Carlsen (1975)
- La trappola (La cage), regia di Pierre Granier-Deferre (1975)
- Pas de problème!, regia di Georges Lautner (1975)
- Folli e liberi amplessi (Les galettes de Pont-Aven), regia di Joël Séria (1975)
- Una donna da uccidere (Folle à tuer), regia di Yves Boisset (1975)
- Souvenirs d'en France, regia di André Téchiné (1975)
- I baroni della medicina (Sept morts sur ordonnance), regia di Jacques Rouffio (1975)
- Un sacchetto di biglie (Un sac de billes), regia di Jacques Doillon (1975)
- Dai sbirro (Adieu poulet), regia di Pierre Granier-Deferre (1975)
- Il giudice e l'assassino (Le juge et l'assassin), regia di Bertrand Tavernier (1976)
- L'ultima donna, regia di Marco Ferreri (1976)
- L'inquilino del terzo piano (Le Locataire), regia di Roman Polański (1976)
- Infedelmente tua (On aura tout vu), regia di Georges Lautner (1976)
- Marie-poupée, regia di Joël Séria (1976)
- Mado, regia di Claude Sautet (1976)
- Barocco, regia di André Téchiné (1976)
- Il giudice d'assalto (Le juge Fayard dit Le Shériff), regia di Yves Boisset (1977)
- Vivere giovane (Violette & François), regia di Jacques Rouffio (1977)
- Un taxi color malva (Un taxi mauve), regia di Yves Boisset (1977)
- Il diavolo probabilmente (Le diable probablement...), regia di Robert Bresson (1977)
- Comme la lune, regia di Joël Séria (1977)
- I miei vicini sono simpatici (Des enfants gâtés), regia di Bertrand Tavernier (1977)
- La vita davanti a sé (La vie devant soi), regia di Moshé Mizrahi (1977)
- L'uomo del fiume (Le crabe tambour), regia di Pierre Schoendoerffer (1977)
- Morte di una carogna (Mort d'un pourri), regia di Georges Lautner (1977)
- Ciao maschio, regia di Marco Ferreri (1978)
- Folli stregoni (Ils sont fous ces sorciers), regia di Georges Lautner (1978)
- Zucchero (Le sucre), regia di Jacques Rouffio (1978)
- Una donna semplice (Une histoire simple), regia di Claude Sautet (1978)
- La clé sur la porte, regia di Yves Boisset (1978)
- L'adolescente, regia di Jeanne Moreau (1979)
- Poliziotto o canaglia (Flic on voyou), regia di Georges Lautner (1979)
- Les Sœurs Brontë, regia di André Téchiné (1979)
- Chiedo asilo, regia di Marco Ferreri (1979)
- Tess, regia di Roman Polański (1979)
- Histoire d'amour (Le toubib), regia di Pierre Granier-Deferre (1979)
- Buffet freddo (Buffet froid), regia di Bertrand Blier (1979)
- La femme flic, regia di Yves Boisset (1980)
- Il piccione di piazza S. Marco (Le guignolo), regia di Georges Lautner (1980)
- Mia cara sconosciuta (Chère inconnue), regia di Moshé Mizrahi (1980)
- Loulou, regia di Maurice Pialat (1980)
- Una brutta storia (Un mauvais fils), regia di Claude Sautet (1980)
- Allons z'enfants, regia di Yves Boisset (1981)
- Est-ce bien raisonnable?, regia di Georges Lautner (1981)
- Storia di donne (Les ailes de la colombe), regia di Benoît Jacquot (1981)
- Codice d'onore (Le choix des armes), regia di Alain Corneau (1981)
- Uccidete Birgit Haas (Il faut tuer Birgitt Haas), regia di Laurent Heynemann (1981)
- Storie di ordinaria follia, regia di Marco Ferreri (1981)
- Ormai sono una donna (Beau-pere), regia di Bertrand Blier (1981)
- Colpo di spugna (Coup de torchon), regia di Bertrand Tavernier (1981)
- Hôtel des Amériques, regia di André Téchiné (1981)
- Storie di fantasmi (Ghost Story), regia di John Irvin (1981)
- La guerra del fuoco (La guerre du feu), regia di Jean-Jacques Annaud (1981)
- Gioco in villa (Une étrange affaire), regia di Pierre Granier-Deferre (1981)
- Mille miliardi di dollari (Mille milliards de dollars), regia di Henri Verneuil (1982)
- L'étoile du Nord, regia di Pierre Granier-Deferre (1982)
- Il bersaglio (Le choc), regia di Robin Davis (1982)
- Que les gros salaires lèvent le doigt!, regia di Denys Granier-Deferre (1982)
- L'honneur d'un capitaine, regia di Pierre Schoendoerffer (1982)
- Storia di Piera, regia di Marco Ferreri (1983)
- J'ai épousé une ombre, regia di Robin Davis (1983)
- Un incurabile romantico (Lovesick), regia di Marshall Brickman (1983)
- Une jeunesse, regia di Moshé Mizrahi (1983)
- Stella, regia di Laurent Heynemann (1983)
- Attention une femme peut en cacher une autre!, regia di Georges Lautner (1983)
- L'amico di Vincent (L'ami de Vincent), regia di Pierre Granier-Deferre (1983)
- Garçon!, regia di Claude Sautet (1983)
- Premiers Désirs, regia di David Hamilton (1984)
- Fort Saganne, regia di Alain Corneau (1984)
- La Pirate, regia di Jacques Doillon (1984)
- La garce, regia di Christine Pascal (1984)
- Joyeuses Pâques, regia di Georges Lautner (1984)
- Le dernier civil, regia di Laurent Heynemann (1984) (TV)
- Ça n'arrive qu'à moi, regia di Francis Perrin (1985)
- L'estate prossima (L'été prochain), regia di Nadine Trintignant (1985)
- Signé Charlotte, regia di Caroline Huppert (1985)
- Le cowboy, regia di Georges Lautner (1985)
- Hors-la-loi, regia di Robin Davis (1985)
- Rendez-vous, regia di André Téchiné (1985)
- Joshua Then and Now, regia di Ted Kotcheff (1985)
- La Tentation d'Isabelle, regia di Jacques Doillon (1985)
- L'homme aux yeux d'argent, regia di Pierre Granier-Deferre (1985)
- Harem, regia di Arthur Joffé (1985)
- Mon beau-frère a tué ma soeur, regia di Jacques Rouffio (1986)
- Pirati (Pirates), regia di Roman Polański (1986)
- Le lieu du crime, regia di André Téchiné (1986)
- Gioco mortale - Manhattan Project (The Manhattan Project), regia di Marshall Brickman (1986)
- Non guardarmi (Cours privé), regia di Pierre Granier-Deferre (1986)
- Com'è difficile amare (Every Time We Say Goodbye), regia di Moshé Mizrahi (1986)
- L'état de grâce, regia di Jacques Rouffio (1986)
- La puritana (La puritaine), regia di Jacques Doillon (1986)
- Les mois d'avril sont meurtriers, regia di Laurent Heynemann (1987)
- Funny Boy, regia di Christian Le Hémonet (1987)
- Poker, regia di Catherine Corsini (1987)
- Comédie!, regia di Jacques Doillon (1987)
- Les 2 crocodiles, regia di Joël Séria (1987)
- Ennemis intimes, regia di Denis Amar (1987)
- De guerre lasse, regia di Robert Enrico (1987)
- Les Innocents, regia di André Téchiné (1987)
- Mangeclous, regia di Moshé Mizrahi (1988)
- Ombre sui muri (La maison assassinée), regia di Georges Lautner (1988)
- L'estate impura (Noyade interdite), regia di Pierre Granier-Deferre (1988)
- Qualche giorno con me (Quelques jours avec moi), regia di Claude Sautet (1988)
- L'orso (L'ours), regia di Jean-Jacques Annaud (1988)
- La casa di giada (La maison de jade), regia di Nadine Trintignant (1988)
- La couleur du vent, regia di Pierre Granier-Deferre (1988)
- Il diavolo in corpo (Devil in the Flesh), regia di Scott Murray (1989)
- Lost Angels, regia di Hugh Hudson (1989)
- L'amico ritrovato (Reunion), regia di Jerry Schatzberg (1989)
- L'invité surprise, regia di Georges Lautner (1989)
- Hiver 54, l'abbé Pierre, regia di Denis Amar (1989)
- Chambre à part, regia di Jacky Cukier (1989)
- Music Box - Prova d'accusa (Music Box), regia di Costa-Gavras (1989)
- La Baule-les-Pins, regia di Diane Kurys (1990)
- La fille des collines, regia di Robin Davis (1990)
- Il signore delle mosche (Lord of the Flies), regia di Harry Hook (1990)
- Faux et usage de faux, regia di Laurent Heynemann (1990)
- Le Petit Criminel, regia di Jacques Doillon (1990)
- Les carnassiers, regia di Yves Boisset (1991) (TV)
- Priorità assoluta (Eve of Destruction), regia di Duncan Gibbins (1991)
- La tribu, regia di Yves Boisset (1991)
- Pour Sacha, regia di Alexandre Arcady (1991)
- Jalousie, regia di Kathleen Fonmarty (1991)
- La vieille qui marchait dans la mer, regia di Laurent Heynemann (1991)
- L'Amérique en otage, regia di Kevin Connor (1991) (TV)
- Niente baci sulla bocca (J'embrasse pas), regia di André Téchiné (1991)
- La voix, regia di Pierre Granier-Deferre (1992)
- Room Service, regia di Georges Lautner (1992)
- Legge 627 (L.627), regia di Bertrand Tavernier (1992)
- Max & Jeremie devono morire (Max & Jeremie), regia di Claire Devers (1992)
- La piccola apocalisse (La petite apocalypse), regia di Costa-Gavras (1992)
- Le jeune Werther, regia di Jacques Doillon (1993)
- Ma saison préférée, regia di André Téchiné (1993)
- Poisson-lune, regia di Bertrand Van Effenterre (1993)
- Taxi de nuit, regia di Serge Leroy (1993)
- Eloise, la figlia di D'Artagnan (La Fille de D'Artagnan), regia di Bertrand Tavernier (1994)
- Le Fils préféré - Ospiti pericolosi (Le Fils préféré), regia di Nicole Garcia (1994)
- La tavola fiamminga (Uncovered), regia di Jim McBride (1995)
- Ospiti pericolosi (Le petit garçon), regia di Pierre Granier-Deferre (1995)
- Dimmi di sì (Dis-moi oui...), regia di Alexandre Arcady (1995)
- Nelly e Mr. Arnaud (Nelly et Monsieur Arnaud), regia di Claude Sautet (1995)
- Les Voleurs, regia di André Téchiné (1996)
- Ponette, regia di Jacques Doillon (1996)
- L'insoumise, regia di Nadine Trintignant (1996) (TV)
- Lucie Aubrac, regia di Claude Berri (1997)
- K, regia di Alexandre Arcady (1997)
- Un frère..., regia di Sylvie Verheyde (1997)
- Il cavaliere di Lagardère (Le Bossu), regia di Philippe de Broca (1997)
- Il rosso e il nero (Le rouge et le noir), regia di Jean-Daniel Verhaeghe (1997) (TV)
- Alice e Martin (Alice et Martin), regia di André Téchiné (1998)
- Je suis vivante et je vous aime, regia di Roger Kahane (1998)
- Victoire, ou la douleur des femmes, regia di Nadine Trintignant (2000) (TV)
- Là-bas... mon pays, regia di Alexandre Arcady (2000)
- Princesses, regia di Sylvie Verheyde (2000)
- Mademoiselle, regia di Philippe Lioret (2001)
- Sister Mary Explains It All, regia di Marshall Brickman (2001) (TV)
- Entre chiens et loups, regia di Alexandre Arcady (2002)
- Le Mystère de la chambre jaune, regia di Bruno Podalydès (2003)
- Anime erranti (Les Égarés), regia di André Téchiné (2003)
- Raja, regia di Jacques Doillon (2003)
- Colette, une femme libre, regia di Nadine Trintignant (2004) (TV)
- Tutto il bene del mondo (Un mundo menos peor), regia di Alejandro Agresti (2004)
- Les soeurs fâchées, regia di Alexandra Leclère (2004)
- Le parfum de la dame en noir, regia di Bruno Podalydès (2005)
- Le grand Meaulnes, regia di Jean-Daniel Verhaeghe (2006)
- Je m'appelle Elisabeth, regia di Jean-Pierre Améris (2006)
- I testimoni (Les témoins), regia di André Téchiné (2007)
- Marco Ferreri, il regista che venne dal futuro, regia di Mario Canale (2007)
- La fille du RER, regia di André Téchiné (2009)
- Streamfield, les carnets noirs, regia di Jean-Luc Miesch (2010)
- Le Mariage à trois, regia di Jacques Doillon (2010)
- La princesse de Montpensier, regia di Bertrand Tavernier (2010)
- E la chiamano estate regia di Paolo Franchi (2013)
- Once I Was, regia di Avi Nesher (2010)
- Rodin, regia di Jacques Doillon (2017)